# Шагинян, Аршам Арташесович

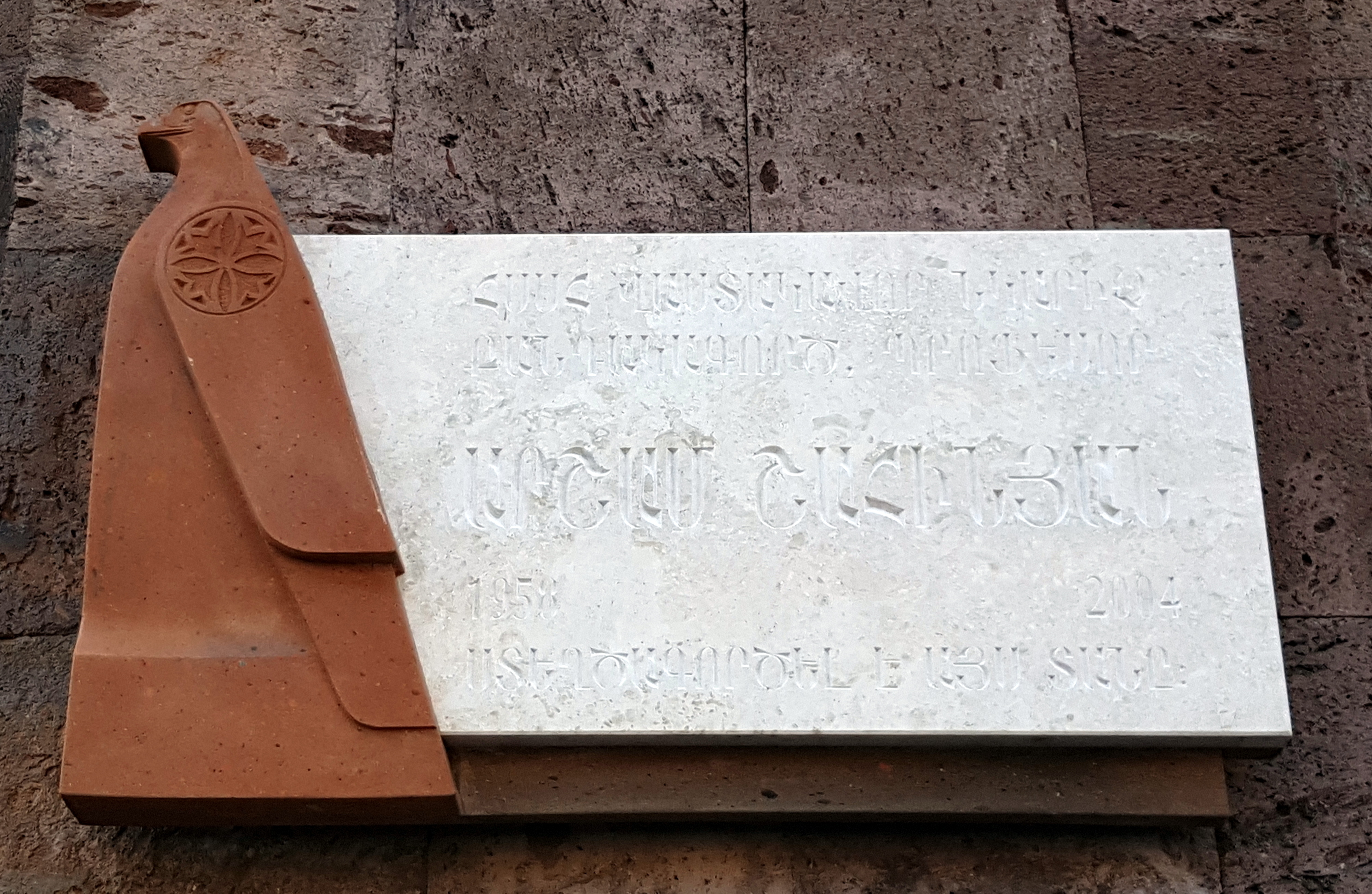
Мемориальная доска в Ереване

Аршам Арташесович Шагинян (арм. Արշամ Շահինյան, 1 ноября 1918, Ереван — 13 декабря 2004, Ереван) — советский и армянский скульптор, педагог, профессор. Член Союза художников СССР и Армянской ССР, Заслуженный художник Армянской ССР (1972).
Работы Аршама Шагиняна относятся в основном к видам монументальной, монументально-декоративной и станковой скульптуры классического реалистичного стиля. Одними из наиболее известных работ А. Шагиняна являются: мемориальный комплекс «Сардарапат», посвящённый Сардарапатскому сражению (г. Армавир, Армения); памятник Торосу Рослину, в составе архитектурно-монументального ансамбля «Матенадаран»  (г. Ереван); памятник поэту Ваану Терьяну  (г. Оренбург, Россия); мемориальный комплекс, посвящённый «Строителям Ереванского квартала» (г. Славутич, Украина). Автор многочисленных памятников и монументально-декоративных произведений.

## Биография
Аршам Арташесович Шагинян родился 1 ноября 1918 года в городе Ереване. Его родители, Арташес и Воски Шагиняны, яркие представители армянской интеллигенции из Мокса (ныне Бахчесарай, Турция), спасаясь от геноцида армян в Турции 1915 года, были вынуждены покинуть родные места и переехать в Ереван. Ещё в раннем возрасте обнаружились его художественные способности и любовь к искусству. Знакомство со скульптурой и развитие творческих навыков начались с посещения кружка скульптуры при Дворце пионеров г. Еревана. Уже в 1939 году, будучи учащимся Ереванского художественного училища, А. Шагинян, со скульптурной композицией «Давид Сасунский и Козбади», принимал участие в выставке посвящённой празднованию 1000-летия эпоса «Давид Сасунский». Рассказывают, что академик И. Орбели долго стоял перед ней, проговаривая: «с возрождающимся народом, возрождается и его искусство». А. Шагинян поступил и в 1951 году с отличием закончил Ереванский художественный институт (был переименован в Ереванский государственный художественно-театральный институт, в настоящее время — Ереванская государственная художественная академия, арм. Երևանի գեղարվեստի պետական ակադեմիա).
С 1951 по 1980 год преподавал в художественном училище им. Ф. Терлемезяна (ныне Государственный художественный колледж им. Ф. Терлемезяна), одновременно с 1978 по 1980 годы — был его директором. Параллельно, с 1969 года, преподаватель, а с 1990 года профессор Ереванского художественно-театрального института, член учёного совета. Был членом Союза художников СССР и Армянской ССР, в 1972 году был удостоен звания «Заслуженный художник Армянской ССР».

## Творчество

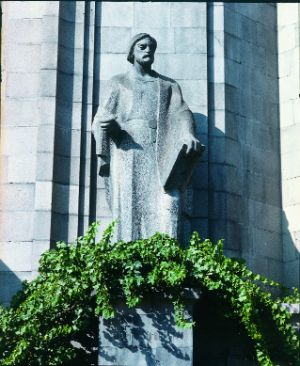
Торос Рослин
Аршам Шагинян является одним из первых ваятелей, стоящих у истоков «возрождающегося искусства», «возрождающейся страны». С ранних лет работы А. Шагиняна привлекали особое внимание и получали высокую оценку искусствоведов и общественности, его барельефы сравнивались с барельефами великого итальянского скульптора Донателло. Вот как описывает Мариэтта Шагинян в своей книге «Путешествие по Советской Армении» одну из работ начинающего скульптора — «Будущие строители»: «Два подростка в фартуках строителей, оторвавшись от кладки кирпичей, разглядывают чертеж возводимого здания. Один сидит, разложив бумагу на коленях. …. Это вообще одна из лучших скульптурных работ последних лет…».
А. Шагиняном в 1967 году, как дань величию армянского народа, его многовековой культуре, языку и письменности, в монументальном ансамбле, посвящённом историческим армянским корифеям науки и культуры — перед зданием Института древних рукописей «Матенадаран», создаётся памятник Торосу Рослину (арм. Թորոս Ռոսլին), армянскому художнику-миниатюристу киликийской школы XIII века.
Одной из наиболее известных работ А. Шагиняна является «Мемориальный комплекс «Сардарапат»», посвящённый Сардарапатскому сражению, созданный совместно со скульпторами Самвелом Манасяном, Ара Арутюняном  и архитектором Рафаелом Исраеляном в 1968 году. Комплекс расположен в 10 км от города Армавир (арм. Արմավիր) и посвящён разгрому турецкой армии армянским народом в 1918 году. Этот мемориал в 1969 году был выдвинут на соискание Государственной премии СССР и считается одним из самых замечательных памятников и образцом монументальной скульптуры современности.
Укрепляя дружбу между русским и армянскими народами, откликнувшись на обращение оренбуржцев, в 1976 году на месте кончины великого армянского поэта Ваана Теряна в г. Оренбурге, А. Шагиняном и архитекторами Астгик Шагинян и Стефаном Лазаряном был создан и установлен мемориальный памятник этому культурному и политическому деятелю. Памятник представляет собой композицию около трёх метров высотой из бюста на постаменте, на котором начертаны слова: «ВААН ТЕРЯН. Выдающийся армянский поэт-коммунист государственный деятель 1885—1920. Умер в Оренбурге.» .
В своих работах А. Шагинян неоднократно обращался к теме ВОВ, в числе его произведений скульптурный портрет адмирала И. С. Исакова, памятник «Бессмертие». В творческом союзе с архитектором Аракелом Аршаковичем Габриеляном, А. Шагиняном в 1980 году, в селе Меградзор, был создан мемориальный памятник воинам, павшим в Великой Отечественной войне.
К числу монументальных произведений А. Шагиняна относится мемориальный комплекс, посвящённый «Строителям Ереванского квартала» в  г. Славутиче, архитектора Стефана Ивановича Лазаряна (возведён в 1987 году). Город Славутич был заложен для работников АЭС и членов их семей после Чернобыльской катастрофы.
Будучи автором многочисленных памятников, скульптурных и монументально-декоративных произведений, А. Шагинян организовывал и активно участвовал в многочисленных выставках и конкурсах. Воспитал плеяду талантливых скульпторов, художников и мастеров, ныне творящих в разных уголках всего мира. Аршам Шагинян оставил богатое наследие для последующих поколений.

## Работы

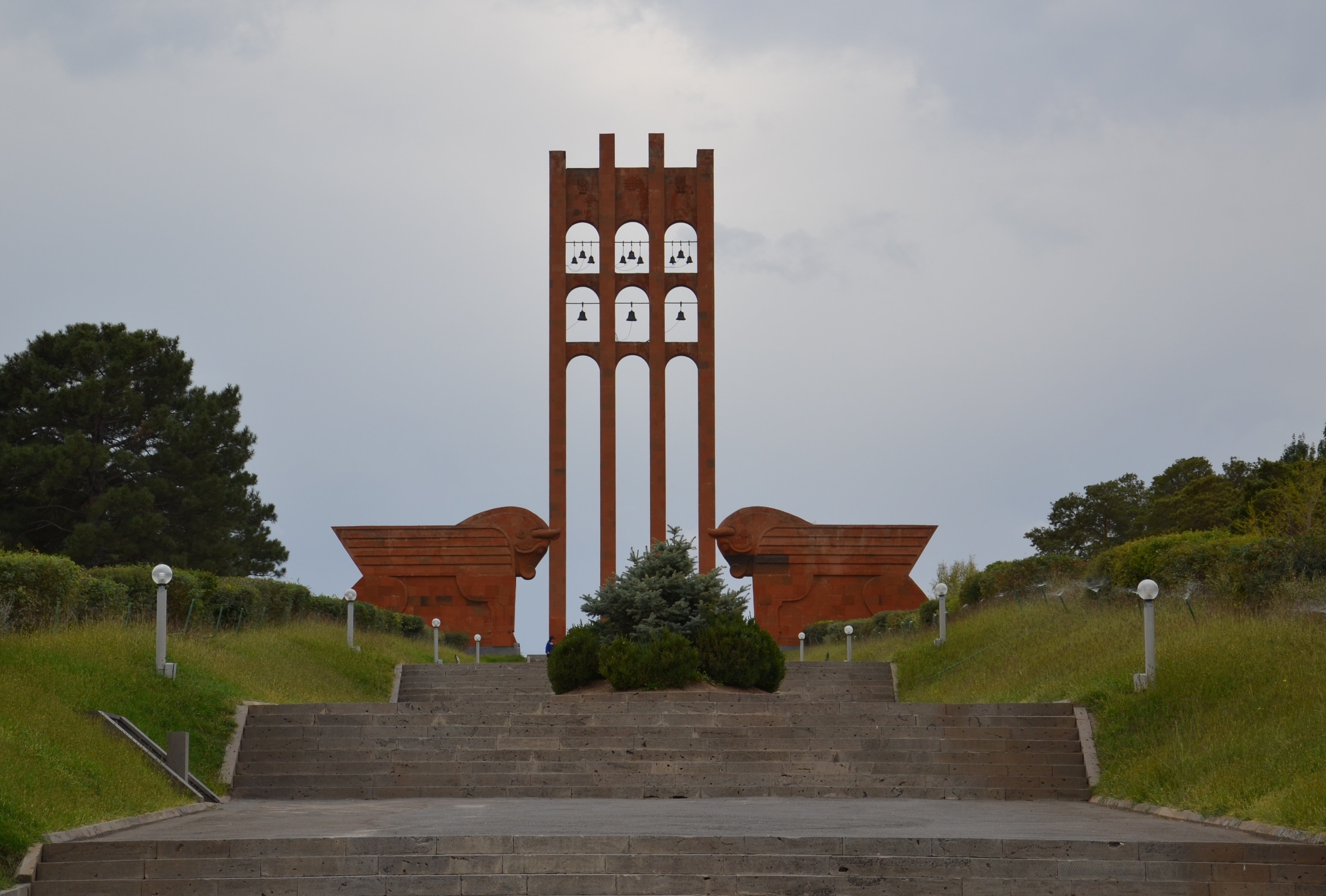
Портал мемориала «Сардарапат»

### Избранное
- 1939: скульптурная композиция «Давид Сасунский и Козбади», Ереван
- 1951: скульптурная композиция «Будущие строители», Ереван
- 1954: памятник Степану Шаумяну, базальт, Ереван
  -  : фигура девушки «В раздумье», мрамор, Ереван
- 1955: скульптура «Женская фигура», мрамор, частная коллекция, Ереван
- 1957: скульптура «Раздумье», мрамор, Национальная картинная галерея Армении, Ереван
- 1959: портрет К. Саркисяна, Ереван
- 1962: скульптура «Материнство», мрамор, Ереван
- 1963: скульптурный портрет «Цогик», мрамор, Ереван
- 1964: памятник Ваану Терьяну, мрамор, Ереван, архитектор Б. Арутюнян[11]
  -  : декоративная фигура «Колхозница», Ереван
  -  : скульптурная композиция «Расставание», Ереван
  -  : женская фигура «Утро», мрамор, Ереван
  -  : памятник С. Шаумяну, базальт, Арарат
- 1966: скульптурные портреты Мовсеса Хоренаци, Егише (арм. историки V века)
- 1967: памятник Торосу Рослину, базальт, перед Институтом древних рукописей «Матенадаран», Ереван[2][7]
- 1968: Мемориальный комплекс «Сардарапат», Армавир[5]
- 1969: памятник писателю Раффи, базальт, Ереван
- 1970: скульптурный портрет адмирала И. С. Исакова, мрамор, военный музей, Ереван
  -  : композитор Тигран Чухаджян, Ереванская музыкальная школа им. Т. Чухаджяна[12], мрамор, Ереван
- 1971: бюст Тиграна Чухаджяна[2], мрамор, Армянский академический театр оперы и балета имени А. А. Спендиарова[13], Ереван
  -  : скульптура «Рассвет», женская фигура, мрамор, Севан
- 1972: памятник А. Ширакаци (учёный, VII век), первая премия, Гюмри
- 1974: портрет Э. Шушаняна, Ванадзор 
  -  : памятник Хачатуру Абовяну, базальт, Дилижан[2]
  -  : памятник Месропу Маштоцу, базальт, Дилижан[2]
  -  : «Мать», военный музей, Ереван
- 1975: скульптурный портрет Комитаса, Ереван
- 1976: памятник армянскому поэту Ваану Терьяну[9], базальт, архитекторы Астгик Шагинян и Стефан Лазарян, Оренбург
- 1980: памятник воинам, погибшим в Великой Отечественной войне, Меградзор, архитектор А. Габриелян
  -  : памятник «Бессмертие», Ереван
- 1987: Мемориал «Строителям Ереванского квартала» г. Славутич, архитектор  С. Лазарян[10]
  -  : памятник Раффи, гранит, бронза, перед школой им. Раффи, Ереван[14]
- 1995: памятник Армену Ованнисяну, погибшему воину-освободителю Арцахской войны, перед школой № 194 им. А. Ованнисяна, Ереван[15].

### Надгробные памятники, барельефы
- 1967: академику А. Алексаняну, Ереван
- 1973: заслуженному инженеру М. Казаряну, Ереван
- 1978: барельефное панно фасада Дворца спорта, бронза, Конаково, Россия.

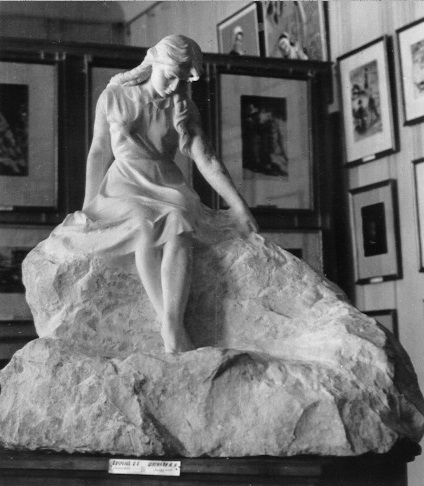
«Раздумье»
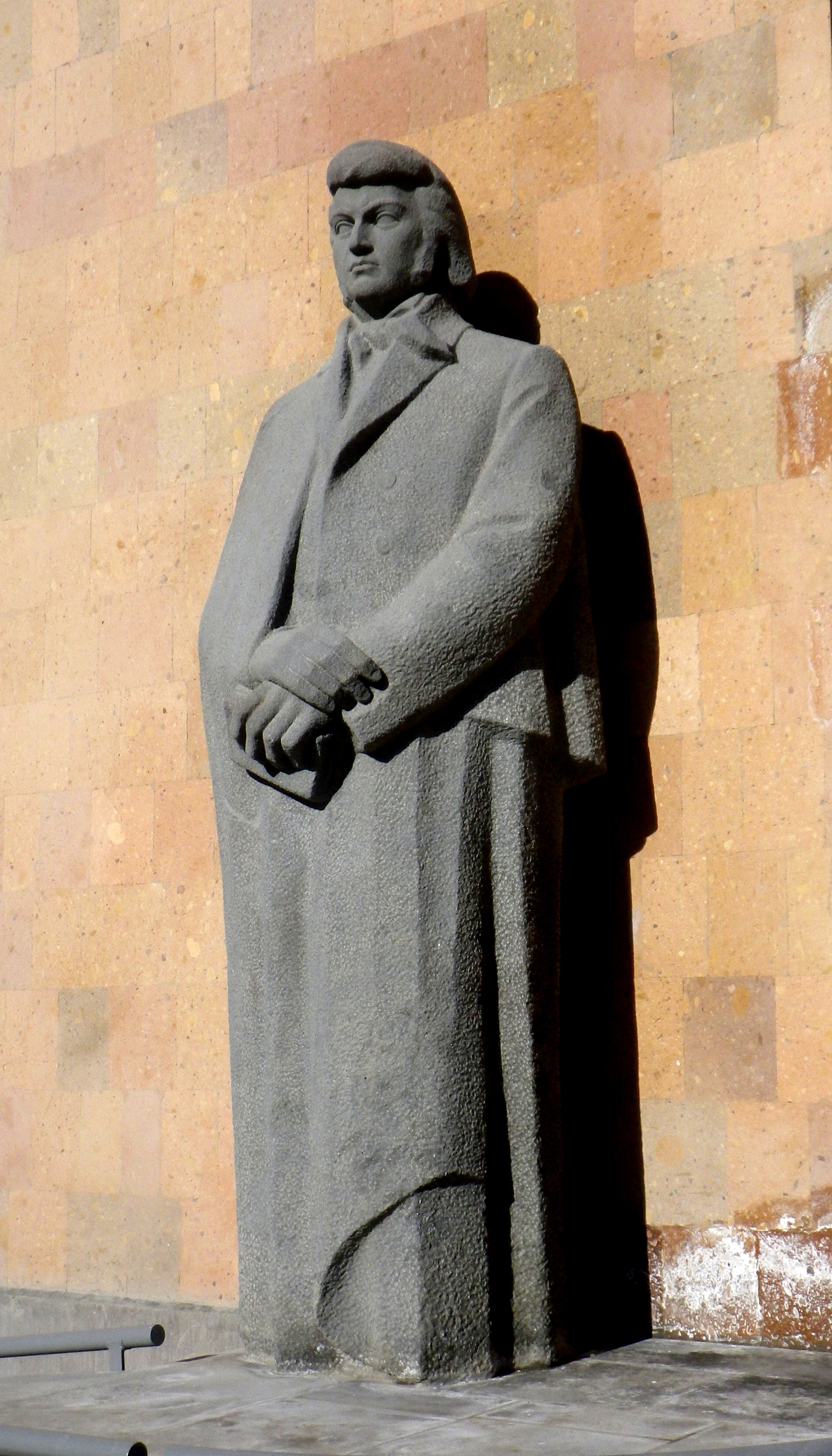
Памятник Х. Абовяну
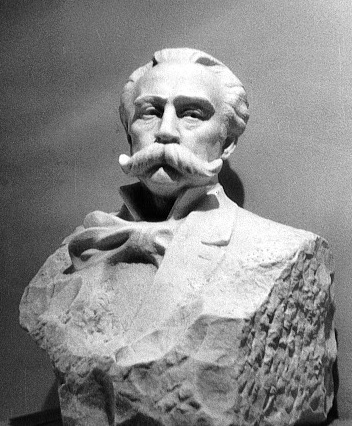
Бюст Т. Чухаджяна
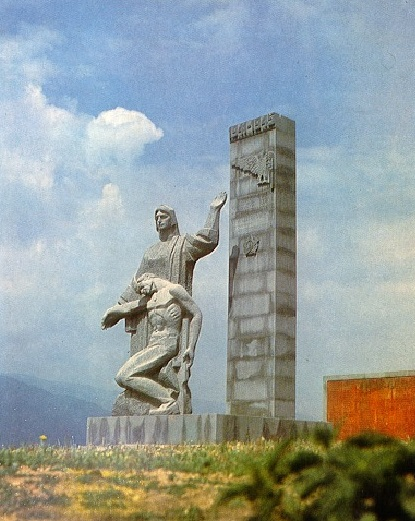
Воинам, погибшим в Великой Отечественной войне
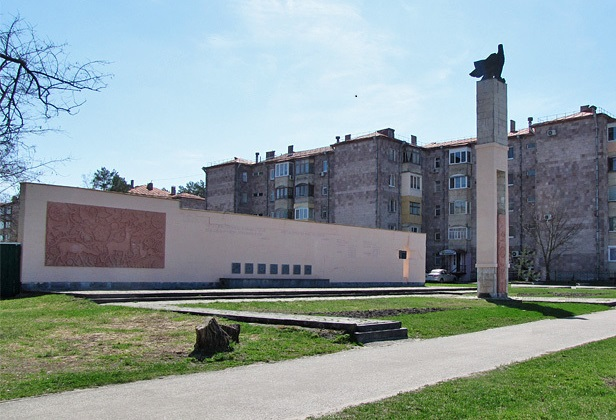
Мемориал «Строителям ереванского квартала»

## Семья
Жена — Шагинян (Тер-Мартиросян) Эвелина Гайковна (1925—2013), врач эпидемиолог.
В семье выросло четверо детей:
- Шагинян Астгик (род. 1947) — архитектор;
- Шагинян Цогик (род.1949) — химик;
- Шагинян Цовинар (род. 1957) — искусствовед;
- Шагинян Армине (род. 1964) — график-дизайнер.